# Kianoush Rostami
Kianoush Rostami (persiska: کیانوش رستمی), född 23 juli 1991 i Kermanshah i Iran, är en iransk tyngdlyftare. Han tog guld i 85-kilosklassen vid olympiska sommarspelen 2016 i Rio de Janeiro, hans totalresultat på 396 kg var också ett nytt världsrekord. Rostami vann också en bronsmedalj vid olympiska sommarspelen 2012. Han har även vunnit två guldmedaljer vid världsmästerskapen 2011 och 2014